# Barbiano
Barbiano, németül: Barbian, település Olaszországban, Bolzano autonóm megyében. Lakosainak száma 1737 fő (2023. január 1.). Barbiano Laion, Renon, Castelrotto, Ponte Gardena és Villandro községekkel határos.

## Népesség
A település népességének változása:
| Lakosok száma | 1557 | 1688 | 1699 | 1710 | 1737 |
|               | 2008 | 2015 | 2017 | 2018 | 2023 |